# 1466 pr. n. št.

## Smrti
- Vo Džja, trinajsti ali štirinajsti kralj kitajske dinastije Šang (* ni znano)